# Lionello Groff
Lionello Groff (Gardolo, 30 agosto 1880 – Trento, 14 novembre 1970) è stato un politico italiano.

## Biografia
Aderente sin da giovane agli ideali socialisti, tra il 1902 e il 1904 collaborò al giornale Il Popolo fondato da Cesare Battisti. Dal 1922 al 1923 fu rappresentante del Partito Socialista trentino nel consiglio del comune di Trento e in seguito alla camera dei deputati del Regno d'Italia con Silvio Flor.
Fu direttore dei giornali massimalisti L'internazionale e Voce del Popolo.
Antifascista, partecipa alla resistenza trentina prendendo parte nel 1944 all'organizzazione del CLN provinciale. Dopo il secondo conflitto mondiale ricoprì numerosi incarichi istituzionali: divenne vicesindaco del comune di Trento, presidente dell'E.C.A (Ente Comunale di Assistenza), presidente della banda cittadina e vicepresidente dell'Atesina.
A partire dagli anni Cinquanta iniziò a interessarsi alla cultura e tradizione locale. Nel 1955 pubblicò il Dizionario trentino - italiano. Direttore di una compagnia di filodrammatica, scrisse alcune opere teatrali in dialetto con lo pseudonimo di "Nando da Gardol" e diresse la rivista Ciacere en trentin e veneto, da lui fondata nel 1958, fino al 1964.